# Dun Grugaig

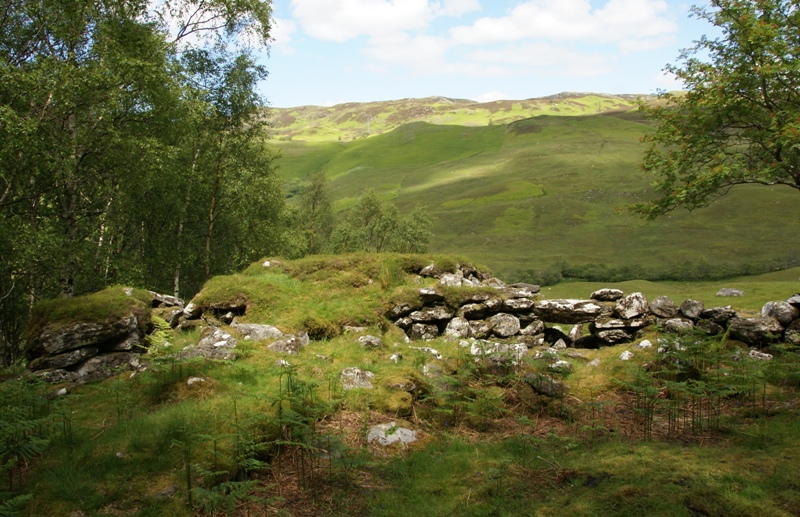
De vermoedelijke hoofdingang aan de oostelijke zijde, hier gezien vanuit de dun.

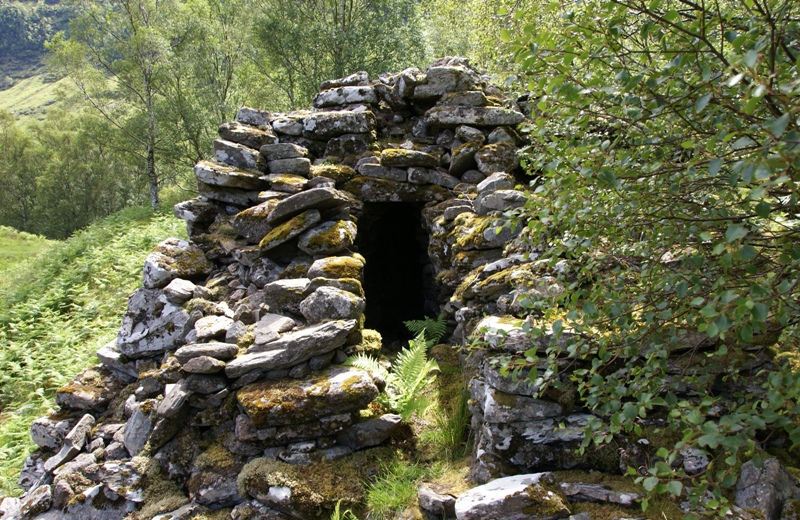
De galerij in de zuidelijke muur.

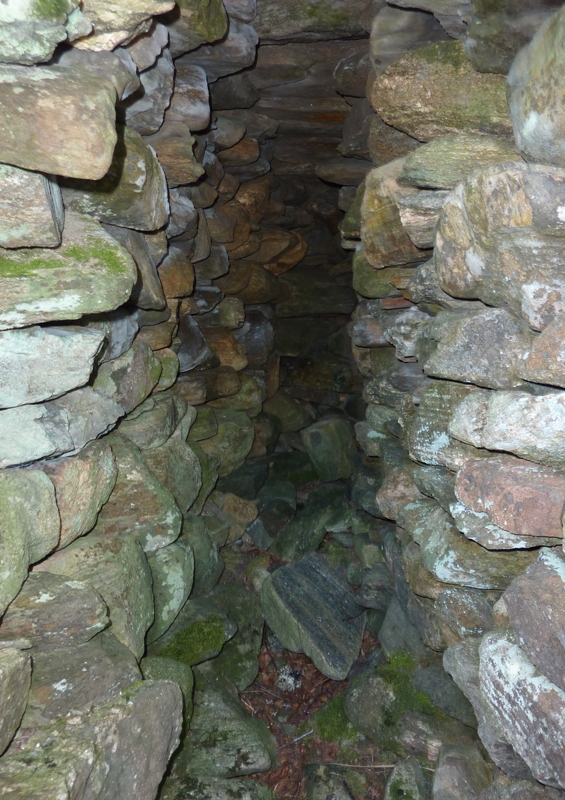
De binnenzijde van de galerij in de zuidelijke muur.

Dun Grugaig, ook wel Caisteal Chonil genoemd, is een dun, gelegen in Lochalsh, zo'n 2,5 kilometer ten zuidoosten van de Glenelg Brochs, in de Schotse regio Highland.
Dun Grugaig moet niet verward worden met de eveneens in Lochalsh gelegen Totaig Broch, die ook wel Caisteal Grugaig genoemd wordt. Verder is er ook een dun in de parochie Strath op Skye met de naam Dun Grugaig.

## Beschrijving
Dun Grugaig is een galleried dun, dat wil zeggen dat er in de muren van de dun intramurale kamers zijn aangebracht.
De plattegrond van Dun Grugaig is D-vormig waarbij de niet ronde zijde van de D naar het westen is gericht. Aan de westzijde bevindt zich een steil ravijn waar een beekje doorheen stroomt. Aan de westelijke zijde lijkt geen ommuring aanwezig te zijn, al werd in 1895 wel melding gemaakt van sporen van een smalle muur aan de zijde bij het ravijn. De andere zijden zijn in ieder geval ommuurd. Het ommuurde gebied beslaat ongeveer 14,3 bij 11,6 meter.
De hoofdingang bevindt zich aan de oostelijke zijde, waar de dun in het verleden vermoedelijk het makkelijkst te benaderen was. Doordat een gedeelte van de dun is ingestort aan de zuidoostelijke zijde is de dun tegenwoordig het beste aan de zuidwestelijke zijde te benaderen. Van de oostelijke toegangspassage is een van de dekstenen nog aanwezig. De doorgang is 91 centimeter breed. Aan de noordzijde van de toegangspassage is de deurstopper, de zogenaamde door check, nog zichtbaar. De oostelijke muur had in 1895 nog een herkenbare galerij, die toen in slechte conditie verkeerde. In 1895 was de oostmuur 4,3 meter hoog. Aan de noordoostelijke zijde was de scarcement ledge duidelijk zichtbaar. In de twintigste eeuw werd geconstateerd dat het zuidelijke deel van deze noordoostelijke muur was ingestort.
De muur aan de oostzijde steunt deels op de helling van de rotsige verhoging waarop de dun is gebouwd. Hierdoor verschillen de hoogtes van de muur die de verschillende wetenschappelijke artikelen noemen: sommige meten vanaf de voet van de muur aan de buitenzijde, andere aan de binnenzijde.
Aan de noordnoordwestzijde bevond zich nog in 1949 een geblokkeerde toegang met deurstoppers (door checks) en een gat voor een houten balk als deurvergrendeling (bar hole). In 1974 werden deze door checks en de bar hole niet gevonden. Het zou een tweede toegang tot de dun kunnen zijn geweest, al is een toegang van latere datum waarschijnlijker gezien de manier waarop de toegang door de muur was gemaakt.
De muren van Dun Grugaig zijn tussen de 4 en 4,4 meter dik. Boven de scarcement ledge is de dikte van de muur 51 centimeter.
Dun Grugaig is het hoogst aan de zuidzijde, waar de intramurale galerij duidelijk herkenbaar is. In 1949 lag het hoogste punt van de zuidzijde 2,4 meter boven de scarcement ledge. De galerij liep waarschijnlijk door de oostelijke muren van de dun naar de noordzijde.
Dun Grugaig is geen broch, hoewel MacKie in 1969 deze dun classificeerde als D-shaped semi-broch. Deze dun heeft wel een aantal kenmerken gemeen met een broch, zoals intramurale cellen en een scarcement ledge. De dun is echter niet rond en kan door de onregelmatige plattegrond geen toren zijn geweest. Ook een guard cell, een intramurale ruimte die via de toegangspassage kan worden benaderd, is afwezig. Dit is ongebruikelijk voor een typische broch. Het is onduidelijk wat de relatie van deze dun was met de twee nabijgelegen Glenelg Brochs.

## Bereikbaarheid
De dun is vrij toegankelijk voor publiek. De dun is bereikbaar vanaf de Glenelg Brochs via een verharde weg die na een boerderij overgaat in een onverharde weg.